# 김준원 (1991년)
김준원(1991년 2월 4일~)은 한국의 가수, 작곡가, 프로듀서, DJ이자 모델이다.
2011년 일렉트로닉 밴드 글렌체크의 설립멤버로 데뷔하였다. 글렌체크의 음악들을 작곡, 작사, 프로듀싱, 레코드, 엔지니어링 하였다. 글렌체크의 첫번째, 두번째 정규앨범은 각각 2013년, 2014년에 한국대중음악상 최우수 댄스일렉트로닉 음반상을 수상하였다.
김준원은 2016년부터 솔로로 다른 유명 아티스트와 협업을 하기 시작했는데, 예를 들어 XXX의 김심야와 "Fakin", F(X)의 크리스탈과 “I Don’t Wanna Love You” 등이 있다.